# Bracha Qafih
Bracha Qafih (en hebreo: ברכה קאפח‎; 1922 – 26 de noviembre de 2013) fue una rabina israelí, esposa del rabino Yosef Qafih, que recibió el Premio Israel por su labor caritativa.
Bracha Qafih nació en Yemen. Se casó con su primer esposo, Yosef Kapach, a los once años. Siete años después, ambos emigraron al Mandato británico de Palestina con sus tres hijos, uno de los cuales murió en el camino. Uno de sus hijos, Arieh, nació en Palestina.
La primera empresa de Rabbanit Qafih en el país fue un taller de bordado que daba empleo a 50 mujeres yemeníes. Durante más de medio siglo, organizó paquetes de comida para los necesitados de Jerusalén. Los alimentos fueron empaquetados por estudiantes voluntarios y distribuidos desde su casa en Nahlaot. Qafih también recogió vestidos de novia viejos para prestarlos a novias de familias pobres.

## Premios y reconocimientos
En 1999, Kapach recibió el Premio Israel por su especial contribución a la sociedad y al Estado de Israel. Kapach y su marido son el único matrimonio que ha ganado el Premio Israel.